# Viscount St. Davids
Viscount Saint Davids, of Lydstep Haven in the County of Pembroke, ist ein erblicher britischer Adelstitel in der Peerage of the United Kingdom.
Stammsitz der Familie war lange Zeit Picton Castle bei Haverfordwest in Pembrokeshire, Wales.

## Verleihung
Der Titel wurde im Jahre 1918 John Wynford Philipps verliehen. Dieser war zwanzig Jahre lang Mitglied des House of Commons gewesen.

## Nachgeordnete Titel
Dem ersten Viscount war bereits 1908 der fortan nachgeordnete Titel Baron St. Davids, of Roch Castle in the County of Pembroke, verliehen worden. Zudem hatte er 1912 den Titel Baronet, of Picton Castle in the County of Pembroke, geerbt, der 1612 in der Baronetage of England für seinen Vorfahren John Philipps geschaffen worden war.
Der erste Viscount heiratete 1916 Elizabeth Frances Abney-Hastings. Dieser wurden auf ihren Antrag hin im Jahre 1921 die damals ruhenden Baronien Hungerford (geschaffen 1426), Strange (geschaffen 1299) und de Moleyns (geschaffen 1445) zugesprochen, die allesamt auch in weiblicher Linie übertragen werden können, falls der Titelträger keine Söhne hat. Seit dem Tod der Viscountess im Jahre 1974 werden die Titel, die allesamt zur Peerage of England gehören, als nachgeordnete Titel der Viscountswürde geführt.

## Weitere Titel
Der 7. Baronet, der ebenfalls viele Jahre Mitglied des House of Commons gewesen war, war 1776 zum Baron Milford in der Peerage of Ireland erhoben worden. Dieser Titel erlosch, als er 1823 starb, ohne einen Sohn zu hinterlassen.

## Liste der Viscount St. Davids und Baronets, of Picton Castle

### Philipps Baronets, of Picton Castle (1621)
- Sir John Philipps, 1. Baronet († 1629)
- Sir Richard Philipps, 2. Baronet († um 1648)
- Sir Erasmus Philipps, 3. Baronet (um 1623–1697)
- Sir John Philipps, 4. Baronet (um 1666–1737)
- Sir Erasmus Philipps, 5. Baronet (um 1700–1743)
- Sir John Philipps, 6. Baronet (um 1701–1764)
- Sir Richard Philipps, 7. Baronet (1744–1823) (1776 zum Baron Milford erhoben)

### Barone Milford (1776)
- Richard Philipps, 1. Baron Milford (1744–1823)

### Philipps Baronets, of Picton Castle (1621; Fortsetzung)
- Sir Rowland Philipps-Laugharne-Philipps, 8. Baronet (1788–1832)
- Sir William Philipps-Laugharne-Philipps, 9. Baronet (1794–1850)
- Sir Godwin Philipps-Laugharne-Philipps, 10. Baronet (1840–1857)
- Sir James Philipps, 11. Baronet (1793–1873)
- Sir James Philipps, 12. Baronet (1824–1912)
- Sir John Wynford Philipps, 13. Baronet (1860–1938) (1908 zum Baron St. Davids und 1918 zum Viscount St. Davids erhoben)

### Viscounts St. Davids (1918)
- John Wynford Philipps, 1. Viscount St. Davids (1860–1938)
- Jestyn Reginald Austen Plantagenet Philipps, 2. Viscount St. Davids (1917–1991)
- Colwyn Jestyn John Philipps, 3. Viscount St. Davids (1939–2009)
- Rhodri Colwyn Philipps, 4. Viscount St. Davids (* 1966)

Titelerbe (Heir Presumptive) ist der Bruder des jetzigen Viscounts, Hon. Roland Philipps (* 1970; bekannt unter dem Künstlernamen Todd Sharpville).